# キミ (マヤ暦)
キミは、マヤ文明で使われていたツォルキン（暦）の第6番目の日。キチェ語でKame。死者の日、喜び、平静、死、良い行いの象徴。
- 関連色：黄色、橙、黒
- 解釈：『カンの正義が大地を覆い、先祖たちの心に平静と喜びが君臨する。そしてこう叫ぶのだ…もう眠りに、キミに行こうではないか。ほら、あそこにすべてがあるのだ。我々の子孫よ永遠なれ！』
すべての善と悪の最後の崩壊、死のシンボル。キミは犯した悪行を許し、許しを請うための日である。原則、調和、ビジョン、狡猾、知性を表す。明日の光のため、夜のエネルギーを発達させる。死後に新たな命への復活をもたらす。キミは先祖を通して、私たちの存命中に助言と加護を与えてくれるエネルギー。善悪を予測する。
- 長所：力強い、粘り強い、幸運、恭しい、仕事や芸術に秀でる、善悪を予言する
- 短所：暴力的、復讐心が強い、怒りっぽい、エネルギーを失う。恋人に対して嘘や不貞の傾向がある。
- 健康：健康は良くない。病気が早まり、死が突然に訪れる。苦しみを解決するには、重要で善良な指導者にならなければいけない。事故を避けるために、慎重に守りを固めるのがよい。
- 祭事：キミの祭事では、先祖の安らぎを祈り、彼らが私たちの先導者となって地上のすべての危険や病気、苦痛を取り除いてくれるようにと願う。私たちの目標や企画が達成されるよう、力と記憶を願うのに適した日である。